# Moldávia nos Jogos Olímpicos de Verão de 2020
A Moldávia competiu nos Jogos Olímpicos de Verão de 2020 em Tóquio. Originalmente programados para ocorrerem de 24 de julho a 9 de agosto de 2020, os Jogos foram adiados para 23 de julho a 8 de agosto de 2021, por causa da pandemia COVID-19. Será a sétima participação consecutiva da nação na era pós-soviética.

## Competidores
Abaixo está a lista do número de competidores nos Jogos.
| Esporte        | Masculino | Feminino | Total |
| -------------- | --------- | -------- | ----- |
| Atletismo      | 2         | 4        | 6     |
| Canoagem       | 1         | 2        | 3     |
| Halterofilismo | 1         | 1        | 1     |
| Judô           | 2         | 0        | 2     |
| Lutas          | 1         | 1        | 2     |
| Natação        | 1         | 1        | 1     |
| Tiro           | 0         | 1        | 1     |
| Tiro com arco  | 1         | 1        | 2     |
| Total          | 9         | 11       | 20    |

## Atletismo
Os seguintes atletas moldavos conquistaram marcas de qualificação, pela marca direta ou pelo ranking mundial, nos seguintes eventos de pista e campo (até o máximo de três atletas em cada evento):
- Nota– As posições para os eventos de pista são em relação à bateria do atleta
- Q = Qualificado para a próxima fase
- q = Qualificado para a próxima fase como o perdedor mais rápido ou, em eventos de campo, pela posição sem atingir o alvo para qualificação
- NR = Recorde nacional
- N/A = Fase não aplicável para o evento
- Bye = Atleta não precisou disputar aquela fase

Eventos de pista e estrada
| Atleta           | Evento            | Final     | Final   |
| Atleta           | Evento            | Resultado | Posição |
| ---------------- | ----------------- | --------- | ------- |
| Lilia Fisicovici | Maratona feminina |           |         |

Eventos de campo
| Atleta              | Evento                          | Qualificação | Qualificação | Final     | Final   |
| Atleta              | Evento                          | Distância    | Posição      | Distância | Posição |
| ------------------- | ------------------------------- | ------------ | ------------ | --------- | ------- |
| Andrian Mardare     | Lançamento de dardo masculino   |              |              |           |         |
| Serghei Marghiev    | Lançamento de martelo masculino |              |              |           |         |
| Alexandra Emilianov | Lançamento de disco feminino    |              |              |           |         |
| Zalina Petrivskaya  | Lançamento de martelo feminino  |              |              |           |         |
| Dimitriana Surdu    | Arremesso de peso feminino      |              |              |           |         |

## Canoagem

### Velocidade
A Moldávia qualificou um barco para o C-2 500 m feminino para os Jogos após liderar a final da Regata de Qualificação Europeia de Canoagem de Velocidade em Szeged, Hungria. Além disso, um barco adicional foi liberado para um canoísta da Moldávia no C-1 1000 m masculino com a medalha de ouro na final da Copa do Mundo 2.
| Atleta                      | Evento               | Eliminatórias | Eliminatórias | Quartas-de-final | Quartas-de-final | Semifinais | Semifinais | Final | Final   |
| Atleta                      | Evento               | Tempo         | Posição       | Tempo            | Posição          | Tempo      | Posição    | Tempo | Posição |
| --------------------------- | -------------------- | ------------- | ------------- | ---------------- | ---------------- | ---------- | ---------- | ----- | ------- |
| Serghei Tarnovschi          | C-1 1000 m masculino |               |               |                  |                  |            |            |       |         |
| Daniela Cociu               | C-1 200 m feminino   |               |               |                  |                  |            |            |       |         |
| Maria Olărașu               | C-1 200 m feminino   |               |               |                  |                  |            |            |       |         |
| Daniela Cociu Maria Olărașu | C-2 500 m feminino   |               |               |                  |                  |            |            |       |         |

Legenda de Qualificação: FA = Qualificado à final (medalha); FB = Qualificado à final B (sem medalha)

## Halterofilismo
A Moldávia inscreveu dois halterofilistas para a competição olímpica. Elena Cîlcic aceitou uma vaga não utilizada e oferecida pela Comissão Tripartite como a próxima halterofilista ainda buscando qualificação pelo ranking da categoria  87 kg feminino, baseado no Ranking Absoluto Mundial da IWF.
| Atleta       | Evento           | Arranque  | Arranque | Arremesso | Arremesso | Total | Posição |
| Atleta       | Evento           | Resultado | Posição  | Resultado | Posição   | Total | Posição |
| ------------ | ---------------- | --------- | -------- | --------- | --------- | ----- | ------- |
| Marin Robu   | -73 kg masculino |           |          |           |           |       |         |
| Elena Cîlcic | -87 kg feminino  |           |          |           |           |       |         |

## Judô
A Moldávia inscreveu dois judocas para o torneio olímpico baseado no Ranking Olímpico Individual da International Judo Federation.
Masculino
| Denis Vieru   | -66 kg | UZB Nurillaev |  |  |  |  |  |  |
| Victor Sterpu | -73 kg | CUB Estrada   |  |  |  |  |  |  |

## Lutas
A Moldávia qualificou dois lutadores para as seguintes categorias da competição olímpica. Um deles foi a atleta da categoria livre 57 kg feminino, que garantiu a vaga após ficar entre as seis melhores no Campeonato Mundial de 2019, enquanto o outro chegou à final da categoria greco-romana 60 kg masculino no Torneio Mundial de Qualificação em 2021 em Sófia, Bulgária.
Chave:
- VT (pontos de classificação: 5–0 ou 0–5) – Vitória por queda
- VB (pontos de classificação: 5–0 ou 0–5) – Vitória por lesão (VF por WO, VA por desistência ou desqualificação)
- PP (pontos de classificação: 3–1 ou 1–3) – Decisão por pontos – o perdedor com pontos técnicos.
- PO (pontos de classificação: 3–0 ou 0–3) – Decisão por pontos – o perdedor sem pontos técnicos.
- ST (pontos de classificação: 4–0 ou 0–4) – Grande superioridade – o perdedor sem pontos técnicos e uma margem de vitória de pelo menos 8 (Greco-Romana) ou 10 pontos (livre).
- SP (pontos de classificação: 4–1 ou 1–4) – Superioridade técnica – o perdedor com pontos técnicos e uma margem de vitória de pelo menos 8 (Greco-Romana) ou 10 pontos (livre).

Greco-romana masculino
| Atleta         | Evento | Oitavas de final     | Quartas de final     | Semifinal            | Repescagem           | Final / BM           | Final / BM |
| Atleta         | Evento | Adversário Resultado | Adversário Resultado | Adversário Resultado | Adversário Resultado | Adversário Resultado | Posição    |
| -------------- | ------ | -------------------- | -------------------- | -------------------- | -------------------- | -------------------- | ---------- |
| Victor Ciobanu | −60 kg |                      |                      |                      |                      |                      |            |

Luta livre feminino
| Atleta            | Evento | Oitavas de final     | Quartas de final     | Semifinal            | Repescagem           | Final / BM           | Final / BM |
| Atleta            | Evento | Adversário Resultado | Adversário Resultado | Adversário Resultado | Adversário Resultado | Adversário Resultado | Posição    |
| ----------------- | ------ | -------------------- | -------------------- | -------------------- | -------------------- | -------------------- | ---------- |
| Anastasia Nichita | −57 kg |                      |                      |                      |                      |                      |            |

## Natação
Nadadores moldavos conquistaram marcas de qualificação para os seguintes eventos (até o máximo de 2 nadadores em cada evento com o Tempo de Qualificação Olímpica (OQT) e potencialmente 1 com o Tempo de Seleção Olímpica (OST)):
| Atleta           | Evento                    | Eliminatória | Eliminatória | Semifinal | Semifinal | Final | Final   |
| Atleta           | Evento                    | Tempo        | Posição      | Tempo     | Posição   | Tempo | Posição |
| ---------------- | ------------------------- | ------------ | ------------ | --------- | --------- | ----- | ------- |
| Alexei Sancov    | 200 m livre masculino     |              |              |           |           |       |         |
| Alexei Sancov    | 200 m borboleta masculino |              |              |           |           |       |         |
| Tatiana Salcuțan | 100 m costas feminino     |              |              |           |           |       |         |
| Tatiana Salcuțan | 200 m costas feminino     |              |              |           |           |       |         |

## Tiro
Atiradores moldavos conquistaram vaga para o seguinte evento em virtude de sua melhor posição no Campeonato Mundial da ISSF de 2018, na Copa do Mundo da ISSF de 2019, no Campeonato Europeu ou nos Jogos Europeus, contanto que tivessem obtido a marca de qualificação mínima (MQS) até 31 de maio de 2020.
| Atleta     | Evento                      | Qualificação | Qualificação | Final  | Final   |
| Atleta     | Evento                      | Pontos       | Posição      | Pontos | Posição |
| ---------- | --------------------------- | ------------ | ------------ | ------ | ------- |
| Anna Dulce | Pistola de ar 10 m feminino |              |              |        |         |

## Tiro com arco
Uma arqueira moldava qualificou para o recurvo individual feminino após chegar às quartas-de-final do Campeonato Mundial de Tiro com Arco de 2019 em 's-Hertogenbosch, Países Baixos. Outro arqueiro da Moldávia garantiu uma vitória na quarta rodada para garantir a última das sete vagas disponíveis no recurvo individual masculino no Torneio Final de Qualificação Olímpica de Tiro com Arco de 2021 em Paris, França.
| Atleta                    | Evento               | Fase de Ranking | Fase de Ranking | Fase de 64           | Fase de 32           | Oitavas              | Quartas              | Semifinais           | Final                | Final |
| Atleta                    | Evento               | Placar          | Pos.            | Adversário Resultado | Adversário Resultado | Adversário Resultado | Adversário Resultado | Adversário Resultado | Adversário Resultado | Pos.  |
| ------------------------- | -------------------- | --------------- | --------------- | -------------------- | -------------------- | -------------------- | -------------------- | -------------------- | -------------------- | ----- |
| Dan Olaru                 | Individual masculino |                 |                 |                      |                      |                      |                      |                      |                      |       |
| Alexandra Mîrca           | Individual feminino  | 627             | 51              |                      |                      |                      |                      |                      |                      |       |
| Dan Olaru Alexandra Mîrca | Equipes mistas       |                 |                 | —                    | —                    |                      |                      |                      |                      |       |